# Doma
Doma (2006) je dvanácté album Jaromíra Nohavici (nepočítáme-li dvě mp3 alba, která jsou volně ke stažení). Zatím poslední vydané album, které Jaromír Nohavica nejen nazpíval, ale také se stal jeho vydavatelem. Volba místa pro koncert „Doma“, tedy v Ostravě, padla nakonec na tovární halu bývalé koksovny Karoliny, do které na zvukovou zkoušku a poté na koncert přišlo celkem 10 000 lidí. Album se prodává jako CD+DVD s obsáhlým bookletem. CD verze oproti DVD neobsahuje písně Natáh jsem sadu nových strun a Pijte vodu.
Jaromír Nohavica zde hraje jak kytaru, tak na heligonku a nechává tak vzniknout v netradičních prostorách zajímavé album.
Natáčení DVD zajišťoval polský štáb, který vedl režisér Jacek Dybowsky.

## Seznam písní
1. Kometa 2:42
2. Babylon 3:01
3. Divocí koně 3:51
4. Moje malá válka 2:17
5. O Jakubovi 3:10
6. Ostravo 2:16
7. Ještě mi scházíš 2:11
8. Stanice Jiřího z Poděbrad 2:22
9. Natáh jsem sadu nových strun 4:47
10. Gwiazda 2:53
11. Český fousek 3:40
12. Když mě brali za vojáka 2:12
13. Darmoděj 4:20
14. Dokud se zpívá 2:34
15. Zítra ráno v pět 2:45
16. Zatímco se koupeš 2:28
17. Hlídač krav 3:19
18. Mařenka 2:35
19. Fotbal 3:10
20. Danse macabre 2:44
21. Sarajevo 2:34
22. Zatanči 1:50
23. Mikymauz 3:56
24. Převez mě, příteli 2:41
25. Anděl strážný 1:54
26. Pijte vodu 2:38

## Reedice
CD i DVD Doma vyšlo společně s CD a DVD V Lucerně v roce 2009 pod názvem Platinová kolekce (Sony Music).